# Incalvertia
Incalvertia là một chi bướm đêm thuộc họ Geometridae.